# Samolethrius
Samolethrius is een wetenschappelijke naam die in 2008 door Francesco Vitali werd voorgesteld voor een geslacht van kevers uit de familie van de boktorren (Cerambycidae), nadat volgens hem enkel soorten uit het geslacht Olethrius in een nieuw geslacht dienden te worden geplaatst.

## Soorten
- Samolethrius insularis (Fairmaire, 1850)
- Samolethrius subnitidus Aurivillius, 1928